# Гелен (Джорджія)
Гелен (англ. Helen) — місто (англ. city) в США, в окрузі Вайт штату Джорджія. Населення — 531 особа (2020).

## Географія
Гелен розташований за координатами 34°42′16″ пн. ш. 83°43′17″ зх. д. / 34.70444° пн. ш. 83.72139° зх. д. (34.704310, -83.721364).  За даними Бюро перепису населення США в 2010 році місто мало площу 5,63 км², з яких 5,61 км² — суходіл та 0,02 км² — водойми.

### Клімат
| Клімат : Гелен | Клімат : Гелен | Клімат : Гелен | Клімат : Гелен | Клімат : Гелен | Клімат : Гелен | Клімат : Гелен | Клімат : Гелен | Клімат : Гелен | Клімат : Гелен | Клімат : Гелен | Клімат : Гелен | Клімат : Гелен | Клімат : Гелен |
| Показник | Січ.           | Лют.           | Бер.           | Квіт.          | Трав.          | Черв.          | Лип.           | Серп.          | Вер.           | Жовт.          | Лист.          | Груд.          | Рік            |
| Абсолютний максимум, °C | 28,9           | 26,7           | 29,4           | 33,3           | 35,6           | 38,9           | 38,9           | 37,2           | 36,1           | 31,7           | 28,9           | 24,4           | 38,9           |
| Середній максимум, °C | 9,9            | 12,1           | 16,5           | 21,4           | 25,1           | 28,6           | 30,2           | 29,7           | 26,3           | 21,3           | 16,1           | 10,7           | 20,7           |
| Середній мінімум, °C | −2,9           | −1,7           | 1,4            | 5,4            | 10,1           | 15,1           | 17,2           | 17,1           | 13,2           | 6,9            | 2,1            | −1,5           | 6,9            |
| Абсолютний мінімум, °C | −24,4          | −18,3          | −14,4          | −6,1           | −5,6           | 2,2            | 6,7            | 6,7            | −1,7           | −7,2           | −12,2          | −21,1          | −24,4          |
| Норма опадів, мм | 163            | 163            | 153            | 127            | 140            | 141            | 142            | 137            | 155            | 107            | 149            | 163            | 1740           |
| Днів з опадами | 10             | 9              | 10             | 8              | 10             | 10             | 11             | 11             | 9              | 7              | 8              | 10             | 113,0          |
| Днів зі снігом | 0,5            | 0,4            | 0,1            | 0              | 0              | 0              | 0              | 0              | 0              | 0              | 0              | 0,2            | 1,2            |
| --- | -------------- | -------------- | -------------- | -------------- | -------------- | -------------- | -------------- | -------------- | -------------- | -------------- | -------------- | -------------- | -------------- |
| Джерело: WRCC (average temperatures and precipitation 1981-2010) https://wrcc.dri.edu/cgi-bin/cliMAIN.pl?ga4230 SERCC Nowdata (record temperatures and snowy days 1956-2017) WRCC (snowfall) https://wrcc.dri.edu/cgi-bin/cliMAIN.pl?ga4230 |                |                |                |                |                |                |                |                |                |                |                |                |                |

## Демографія
Згідно з переписом 2010 року, у місті мешкало 510 осіб у 252 домогосподарствах у складі 138 родин. Густота населення становила 91 особа/км².  Було 850 помешкань (151/км²).
Расовий склад населення:
| - 92,5 % — білих - 4,7 % — азіатів - 0,6 % — чорних або афроамериканців - 0,4 % — вихідців з тихоокеанських островів - 0,4 % — корінних американців - 1,0 % — осіб інших рас |

До двох чи більше рас належало 0,4 %. Частка іспаномовних становила 3,5 % від усіх жителів.
За віковим діапазоном населення розподілялося таким чином: 16,1 % — особи молодші 18 років, 58,8 % — особи у віці 18—64 років, 25,1 % — особи у віці 65 років та старші. Медіана віку мешканця становила 53,2 року. На 100 осіб жіночої статі у місті припадало 94,7 чоловіків;  на 100 жінок у віці від 18 років та старших — 93,7 чоловіків також старших 18 років.
За межею бідності перебувало 26,0 % осіб, у тому числі 76,0 % дітей у віці до 18 років та 7,1 % осіб у віці 65 років та старших.
Цивільне працевлаштоване населення становило 134 особи. Основні галузі зайнятості: мистецтво, розваги та відпочинок — 46,3 %, роздрібна торгівля — 8,2 %, виробництво — 8,2 %.